# 臺灣省參議會
臺灣省參議會，成立於1946年5月1日，於1951年12月11日改制為臺灣省臨時省議會，會址位於臺北市南海路、泉州街口的原臺灣教育會館。該參議會為臺灣省議會的前身，也是戰後初期臺灣省最高民意機構。
依據民國34年（1945年）修訂後的《省參議員選舉條例》的規定，省參議員以間接選舉方式產生，係由各縣市參議會參議員擔任選舉人。原規定每縣市僅能選舉一人，經臺灣省行政長官公署呈報國民政府核准後，乃依人口數調整之。1946年4月15日，全省17縣市共選出第一屆省參議員30名，加上後來中央遴選的省參議員6名，及增選的山地籍省參議員1名，合計法定名額37名。

## 背景與法源
1945年8月日本戰敗，台灣日治時期結束，進入中華民國時期。依照南京國民政府規劃，台灣省的最高行政中心為台灣省行政長官公署。而該省的地方自治制度法源則適用於1944年12月5日於重慶宣佈《省參議員選舉條例》、《省參議會組織條例》與1945年12月26日由台灣省行政長官公署公布的《台灣省各級民意機關成立方案》。

## 選務
依據《台灣省各級民意機關成立方案》，1946年初首先成立村里民大會，並以間接選舉型態，由村里民大會選舉鄉鎮縣轄市區民代表，組成鄉鎮縣轄市區民代表會。再由鄉鎮縣轄市區民代表會及職業團體，選舉縣市參議員，分別成立縣市參議會。復由各縣市參議會選舉省參議員，組成省參議會。
依據《省參議會組織條例》，每縣市僅能選出1名省參議員。當時台灣省行政區劃分為8縣9市，原應選出17名，但因各縣市人口差距極大，多者達130萬餘人，少者僅6萬餘人，經台灣省行政長官公署呈報中央核准後，乃依人口數調整名額如下：
- 縣市人口不及20萬者1名
- 縣市人口逾20萬不及50萬者2名
- 縣市人口逾50萬不及100萬者3名
- 縣市人口100萬以上者4名

依據上述規定，台灣省17縣市應選出30名省參議員。
而在資格方面，省參議員候選人的資格為：「中華民國公民年滿二十五歲，在各議省內居住一年以上，省縣公職候選人考試法所定甲種公職候選人試驗或檢覈及格者」。
1946年4月15日，全省17個縣市參議會共選出第一屆省參議員30名。5月1日，台灣省參議會正式成立，並選出黃朝琴、李萬居為正、副議長；連震東為祕書長。
1947年12月18日，由青年黨及民社黨遴選呂永凱等6名為省參議員。1948年3月30日，奉行政院核准增選山地籍省參議員1名，由華清吉當選。連同前述選舉產生者，合計法定省參議員名額共37名。

## 參議會沿革
該參議會名義上雖說是台灣省最高民意機構，但囿於戰後成立的台灣實際統治機關——台灣省行政長官公署權力過大，加上時局不靖等原因，該參議會並沒發揮其民意制衡行政的功能。不僅於此，該參議會所屬議員還在1947年二二八事件中遭到行政長官公署的迫害，並導致該議會三十名參議員中，兩名失蹤喪生，兩名被補入獄，其他人也多被通緝逃亡或暫退於台灣政壇。也就這樣，該參議會於1947年3月後形同解散，但依然依法問政。

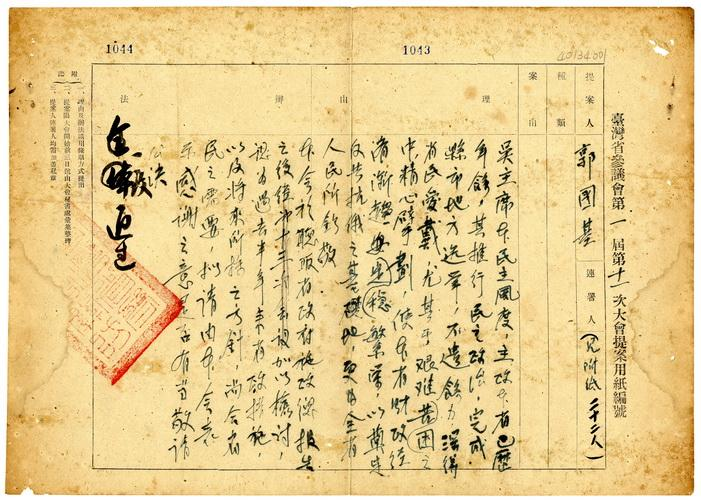
臺灣省參議會第一屆第十一次大會，郭國基參議員臨時動議，電請總統府、行政院表示擁護吳國楨省主席案。

於法，台灣省參議會的第一屆任期本要在兩年後的1948年5月1日，之後因國共內戰因素延長至1951年12月。不過，該議會旋即於同年被廢止，並由新成立的台灣省臨時省議會取代，而台灣省臨時省議會再於1959年改為台灣省議會。

## 第一屆參議員名單
| 選區       | 名額 | 當選及遴選名單                 | 遞補名單                                                                             |
| ---------- | ---- | ------------------------------ | ------------------------------------------------------------------------------------ |
| 臺北縣     | 3    | 黃純青、李友三、林日高         | 林世南（遞補林日高）、盧根德（遞補黃純青）                                           |
| 新竹縣     | 3    | 林為恭、吳鴻森、劉闊才         | 張錫祺（遞補吳鴻森）、彭德（遞補張錫祺）                                             |
| 台中縣     | 4    | 林獻堂、洪火煉、楊陶、丁瑞彬   | 楊天賦（遞補林獻堂）                                                                 |
| 台南縣     | 4    | 李萬居、劉明朝、殷占魁、陳按察 | 梁道（遞補陳按察）、謝水藍（遞補劉明朝）                                             |
| 高雄縣     | 3    | 洪約白、劉兼善、林壁輝         | 黃聯登（遞補洪約白）、吳瑞泰（遞補劉兼善）                                           |
| 澎湖縣     | 1    | 高恭                           | 高順賢（遞補高恭）                                                                   |
| 花蓮縣     | 1    | 馬有岳                         |                                                                                      |
| 台東縣     | 1    | 鄭品聰                         | 陳振宗（遞補鄭品聰）                                                                 |
| 基隆市     | 1    | 顏欽賢                         | 張振生（遞補顏欽賢）                                                                 |
| 台北市     | 2    | 黃朝琴、王添燈                 | 蔣渭川（遞補王添燈）、陳旺成（遞補蔣渭川）                                           |
| 新竹市     | 1    | 蘇惟梁                         |                                                                                      |
| 台中市     | 1    | 林連宗                         | 陳茂堤（遞補林連宗）                                                                 |
| 彰化市     | 1    | 李崇禮                         |                                                                                      |
| 嘉義市     | 1    | 劉傳來                         |                                                                                      |
| 臺南市     | 1    | 韓石泉                         |                                                                                      |
| 高雄市     | 1    | 郭國基                         |                                                                                      |
| 屏東市     | 1    | 陳文石                         |                                                                                      |
| 青年黨遴選 | 3    | 呂永凱、陳清棟、何義           | 郭雨新（遞補呂永凱）                                                                 |
| 民社黨遴選 | 3    | 任公藩、葉榮鐘、李緞           | 謝漢儒（遞補任公藩）、楊金寶（遞補葉榮鐘）、張瑞麟（遞補李緞）、林虛中（遞補陳清棟） |
| 山地       | 1    | 華清吉                         | 林瑞昌（遞補華清吉）                                                                 |